# Familypark
Koordinaten: 47° 48′ 6″ N, 16° 38′ 46″ O
Der Familypark in Sankt Margarethen im Burgenland ist mit rund 145.000 m² Fläche Österreichs größter Freizeit- und Familienpark. Er entstand 1968 als Familienbetrieb mit dem Namen „Märchenwald“. Seit 2010 trägt der Freizeitpark den heutigen Namen. Der Kater Filippo ist das Maskottchen des Parks. Der Familypark zählt zu den burgenländischen Leitbetrieben.

## Geschichte
Erwin Müller zog im Jahr 1965 aus Vorarlberg nach St. Margarethen im Burgenland. Er arbeitete dort zunächst als Steinmetz im Römersteinbruch, wo er unter anderem die lebensgroße Skulptur des Heiligen Georg schuf, die jahrelang im Eingangsbereich des Parks zu sehen war.
Da zu dieser Zeit in ganz Europa Märchenparks entstehen, in denen die Besucher verschiedene Szenen aus berühmten Erzählungen bewundern können, begann er 1966 an den ersten Märchenfiguren zu arbeiten und eröffnete im selben Jahr einen Märchenwald mit einer Fläche von 1500 m² in Schützen am Gebirge.
Als der Pachtvertrag nicht verlängert wurde, zog der Park an seinen heutigen Standort in St. Margarethen und wurde dort in der Folge kontinuierlich erweitert. Im Jahr 1970 eröffnete zusätzlich der Tierpark mit Ziegen, Ponys, Eseln und Kleintieren.
1984 ging Erwin Müller in den Ruhestand. Die Leitung des Parks übernahm sein Sohn Mario Müller, der den Park bis 2019 gemeinsam mit seiner Frau Ulrike Müller führte. Von diesem Zeitpunkt an wurde weiter in den Park investiert, die Infrastruktur ausgebaut, der Tierpark und die Gastronomie vergrößert und der Märchenwald in Märchenpark und Zoo umbenannt. Im Tierpark fanden sich neben Wildschweinen und Steinböcken exotische Tiere wie Affen, Wallabys und Lamas.
Zu Beginn der 1990er Jahre wurden die ersten Fahrgeschäfte angeschafft. Ballon-Karussell, „Lastwagenconvoy“ und „Nautic Jet“ gingen in Betrieb und eine Seilbahn durchzog den Märchenpark. In den folgenden Jahren wurde der Park jährlich durch neue Attraktionen erweitert.
In einem Showzelt fanden Vorstellungen von internationalen Artisten statt. Die Hunde von „Ponsas Pudelbande“ begeisterten die Gäste ebenso wie der Clown „Daly“ oder „Vivas“ Seifenblasen- und Akrobatikkünste.
Ende der 1990er Jahre erreichte der Märchenpark eine Größe von etwa 80.000 m². 1999 wurde der Park abermals umbenannt in Märchenpark Neusiedlersee. Im Juni 2004 eröffnet die neue Themenwelt „Filippos Abenteuerinsel“. Dadurch wurde der Park um 20.000 m² größer und bot in einem mediterranen Umfeld zahlreiche neue Abenteuer. 2008 feierte der Park sein 40-jähriges Jubiläum. Anlässlich des Festjahres wurde die Familienachterbahn „Götterblitz“ und die Rundfahrattraktion Römerturm den Gästen präsentiert. Um dem breiten Angebot des Parks Ausdruck zu verleihen, wurde aus dem Märchenpark Neusiedlersee mit Beginn der Saison 2010 der Familypark Neusiedlersee. Neben weiteren Fahrattraktionen eröffnete 2013 mit der „Rattenmühle“ die zweite Familienachterbahn.
Im Frühjahr 2019 wurde der Park von der Eigentümerfamilie Müller an den französischen Investor Compagnie des Alpes, der als einer der Betreiber von Freizeitparks und Skiresorts gilt, verkauft. Seither wurden folgende Attraktionen & Gastronomien eröffnet: Wasserwerk (Wasserspielplatz), das Stellarium, die kleine Kajüte, Filippos Kirtag, Sack & Pack (Souvenirshop), Filippos Zauberladen (Souvenirshop) und 2022 wurde die erste Großattraktion durch die Compagnie des Alpes eröffnet: die Biberburg. Dabei handelt es sich um Österreichs größte Wildwasserbahn (Flume Ride) mit einer Abfahrt aus 17 Meter Höhe! 

## Themenbereiche
Im Jahr 2022 standen 31 Fahrattraktionen in vier Themenbereichen zur Verfügung:
- Erlebnisburg: Themenwelt mit Attraktionen für jüngere Besucher (z. B. Ballonkarussell, Drachenbahn, Oldtimer-Convey)
- Märchenwald: Ältester Teil des Parks mit Erzählungen und Darstellungen bekannter Märchen
- Abenteuerinsel: Themenwelt im mediterranen Stil mit Achterbahn und größeren Fahrattraktionen (z. B. Leonardos Flugmaschine, Krokobahn, Seedrache, Götterblitz)
- Bauernhof: Streichelzoo und Attraktionen mit Bezug auf das bäuerliche Leben (z. B. Achterbahn Rattenmühle, Biberburg, Traktorfahrt, Apfelflug, Waldtierrennen)

## Attraktionen

### Erlebnisburg
| Name                  | Typ            | Hersteller       | Länge | Höhe  | Max. Geschwindigkeit | Eröffnung |
| --------------------- | -------------- | ---------------- | ----- | ----- | -------------------- | --------- |
| Adlerflug             | Butterfly      | Heege Sunkid     | 27 m  | 7,5 m | 35 km/h              | 2014      |
| Azurgo                | Wild Swing     | ART Engineering  | -     | 12 m  | -                    | 2024      |
| Ballonkarussell       | Ballon Race    | Zamperla         | 8,8 m | -     | -                    | 1992      |
| Drachenbahn           | Hochbahn       | Metallbau Emmeln | 163 m | 3,5 m | -                    | -         |
| Entenparade           | Entenkarussell | Metallbau Emmeln | -     | -     | 4,4 km/h             | -         |
| Komet                 | Schaukel       | -                | -     | -     | -                    | -         |
| Märchenkarussell      | Karussell      | Vermolen rides   | -     | -     | -                    | 2018      |
| Oldtimer-Convoy       | Oldtimerbahn   | Zamperla         | 65 m  | -     | -                    | -         |
| Schildkrötenkarussell | Karussell      | Zamperla         | -     | -     | -                    | -         |
| Schupsi-Land          | -              | -                | -     | -     | -                    | -         |
| Stellarium            | Nebulaz        | Zamperla         | -     | -     | -                    | 2021      |
| Turmgucker            | Hochziehturm   | Heege Sunkid     | 11 m  | -     | -                    | -         |

### Abenteuerinsel
| Name                                        | Typ                | Hersteller                       | Länge | Höhe  | Max. Geschwindigkeit | Eröffnung |
| ------------------------------------------- | ------------------ | -------------------------------- | ----- | ----- | -------------------- | --------- |
| Die 3 finsteren Gesellen                    | Aussichtsplattform | -                                | -     | -     | -                    | -         |
| Die bärige Piratenband                      | Musik              | -                                | -     | -     | -                    | -         |
| Die Fliegende Fische                        | Flying Fish        | Zierer                           | -     | 8 m   | -                    | -         |
| Drachenhöhle                                | Drachenhöhle       | -                                | -     | -     | -                    | -         |
| Fernlenkboote                               | Fernlenkboote      | -                                | -     | -     | -                    | -         |
| Gladiatorenschule                           | Kletteranlagen     | -                                | -     | -     | -                    | -         |
| Götterblitz                                 | YoungStar Coaster  | Mack Rides                       | 480 m | 16 m  | 60 km/h              | 2008      |
| Herkules                                    | Achterbahn         | Gerstlauer                       | 25 m  | 2 m   | 15 km/h              | 2015      |
| Kroko-Wasserbahn                            | Wildwasserbahn     | ABC Rides                        | 150 m | 3,7 m | -                    | 2006      |
| Leonardos Flugmaschine                      | Sky Fly            | Gerstlauer                       | -     | 22 m  | -                    | 2015      |
| Neptuns Wasserwelt                          | Wasserspielplatz   | -                                | -     | -     | -                    | -         |
| Piratenschlacht                             | Indoor-Ballanlage  | -                                | -     | -     | -                    | -         |
| Riesen Sandspielplatz                       | Sandspielplatz     | -                                | -     | -     | -                    | -         |
| Römerfallen                                 | Kletteranlage      | -                                | -     | -     | -                    | -         |
| Römerturm                                   | Karussell          | ABC Rides                        | -     | 16 m  | 1,8 km/h             | -         |
| Schießanlage „Captain Rotbarts Schatzinsel“ | Schießanlage       | -                                | -     | -     | -                    | -         |
| Seedrache                                   | Schiffschaukel     | Metallbau Emmeln                 | 13 m  | 11 m  | -                    |           |
| Seeräuberpfad                               | -                  | -                                | -     | -     | -                    | -         |
| Springende Wasser                           | Wasserspielplatz   | -                                | -     | -     | -                    | -         |
| Sumpfburg                                   | Kletteranlage      | Kreative Holzgestaltung Bergmann | 80 m  | 11 m  | -                    | -         |
| Tempelrutsche                               | Wasserrutsche      | Metallbau Emmeln                 | 58 m  | -     | -                    | -         |
| Totenkopfturm                               | Aussichtsturm      | Stausberg Stadtmöbel             | -     | 8 m   | -                    | -         |
| Wasserschlacht                              | Wasserspielplatz   | Kreative Holzgestaltung Bergmann | -     | -     | -                    | -         |

### Bauernhof
| Name                           | Typ                        | Hersteller             | Länge | Höhe | Max. Geschwindigkeit | Eröffnung |
| ------------------------------ | -------------------------- | ---------------------- | ----- | ---- | -------------------- | --------- |
| Almjodler                      | Freefall                   | Zierer                 | -     | 8 m  | -                    | 2018      |
| Apfelflug                      | Wellenflieger              | Zierer                 | -     | 11 m | -                    | -         |
| Baggermine                     | -                          | -                      | -     | -    | -                    | -         |
| Wirbelsturm                    | Kontiki                    | Zierer                 | -     | -    | -                    | 2019      |
| Die Biberburg                  | Wildwasserbahn             | Intamin                | 325 m | 17 m | 65 km/h              | 2022      |
| Die Tierischen Stadlmusikanten | Musik                      | -                      | -     | -    | -                    | -         |
| Fassltanz                      | Karussell                  | Metallbau Emmeln       | -     | -    | -                    | -         |
| Fischers Fritz Teich           | -                          | -                      | -     | -    | -                    | -         |
| Froschhüpfer                   | Karussell                  | Zamperla               | -     | -    | -                    | 2016      |
| Gockeljagd                     | Elektrische Pferdereitbahn | Metallbau Emmeln       | 175 m | -    | -                    | 2017      |
| Heuwagendraisinen              | Parkrundfahrt              | Buck                   | 55 m  | -    | -                    | -         |
| Interaktive Zwergenmine        | -                          | -                      | -     | -    | -                    | -         |
| Krähennest                     | Rutschen                   | Metallbau Emmeln       | 43 m  | 8 m  | -                    | 2016      |
| Rattenmühle                    | Bobsled Coaster            | Gerstlauer             | 430 m | 19 m | 54 km/h              | 2013      |
| Schiessanlage Bauernhof        | Schiessanlage              | -                      | -     | -    | -                    | -         |
| Schweinchenbahn                | Elektrische Pferdereitbahn | Metallbau Emmeln       | 158 m | -    | -                    | -         |
| Traktorbahn                    | Traktorbahn                | ABC Rides              | -     | -    | 8 km/h               | -         |
| Verrückte Vogelscheuche        | Freefall                   | ABC Rides              | -     | 14 m | -                    | -         |
| Waldexpress                    | Eisenbahn                  | Metallbau Emmeln       | 225 m | -    | -                    | 2017      |
| Waldtierrennen                 | Themenfahrt                | Metallbau Emmeln       | 161 m | -    | 5,4 km/h             | -         |
| Wasserwerk                     | Wasserspielplatz           | Watergames & More B.V. | -     | -    | -                    | -         |
| Ziegengaudi                    | Aussichtsplattform         | -                      | -     | -    | -                    | -         |

### Märchenwald
| Name                       | Typ                    | Hersteller | Länge | Höhe | Max. Geschwindigkeit |
| -------------------------- | ---------------------- | ---------- | ----- | ---- | -------------------- |
| Die zänkischen Bauersleut‘ | elektronisches Theater | -          | -     | -    | -                    |
| Echobrunnen                | -                      | -          | -     | -    | -                    |
| Märchen                    | Märchentableau         | -          | -     | -    | -                    |
| Vogelhochzeit              | elektronisches Theater | -          | -     | -    | -                    |

## Bildergalerie

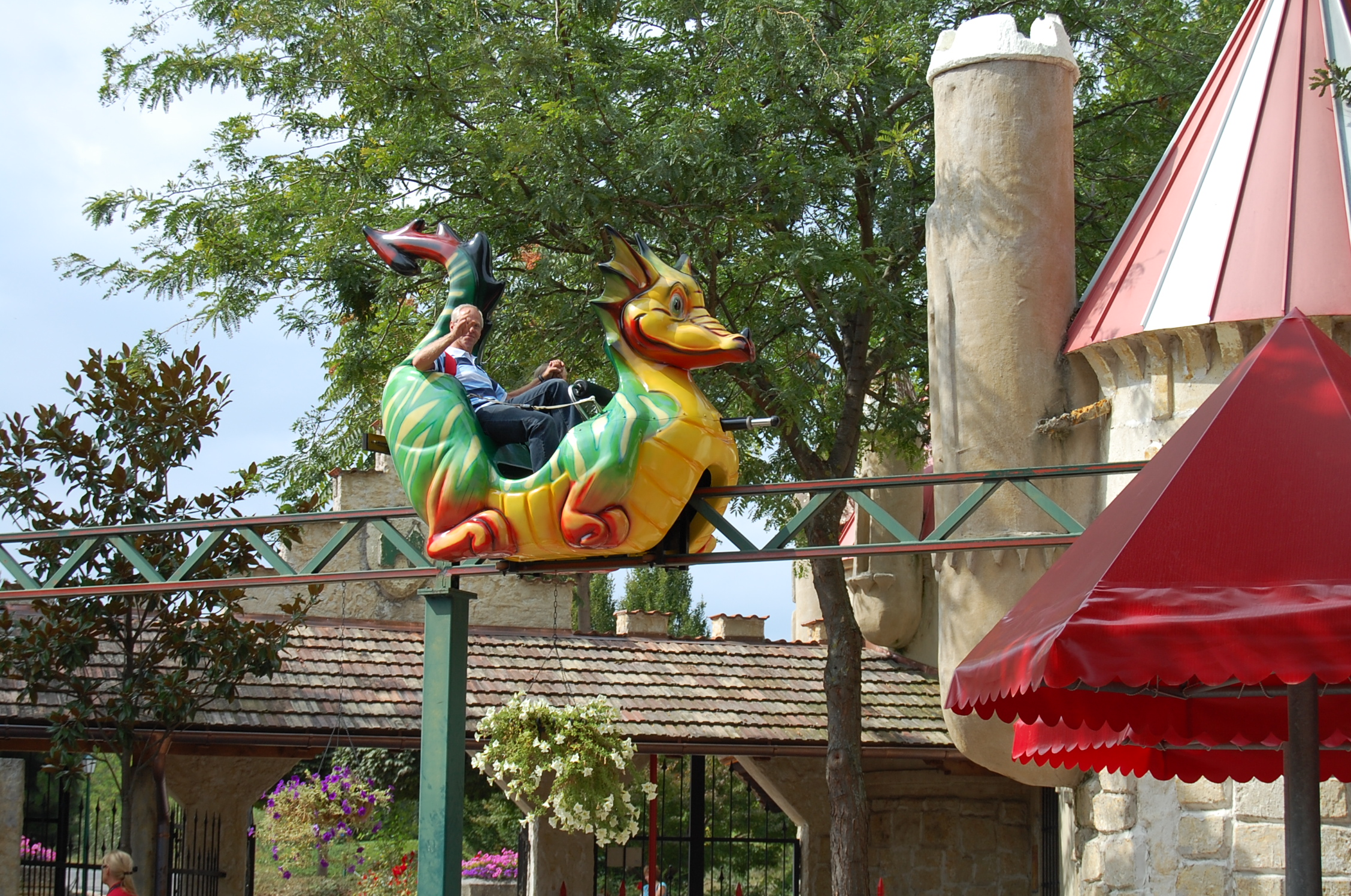
Die Drachenbahn über dem Eingangsbereich im Märchenpark
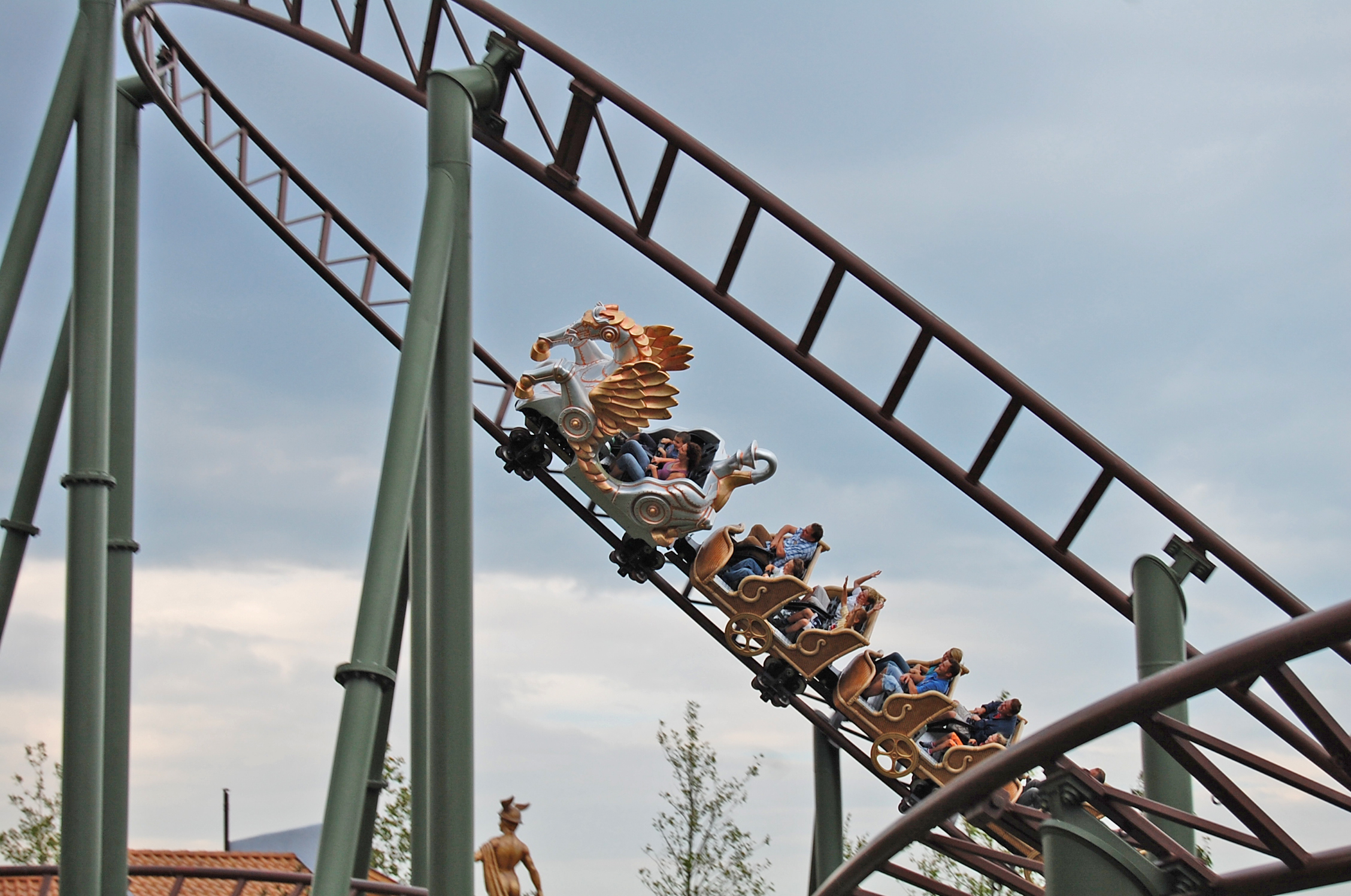
Die Achterbahn „Götterblitz“
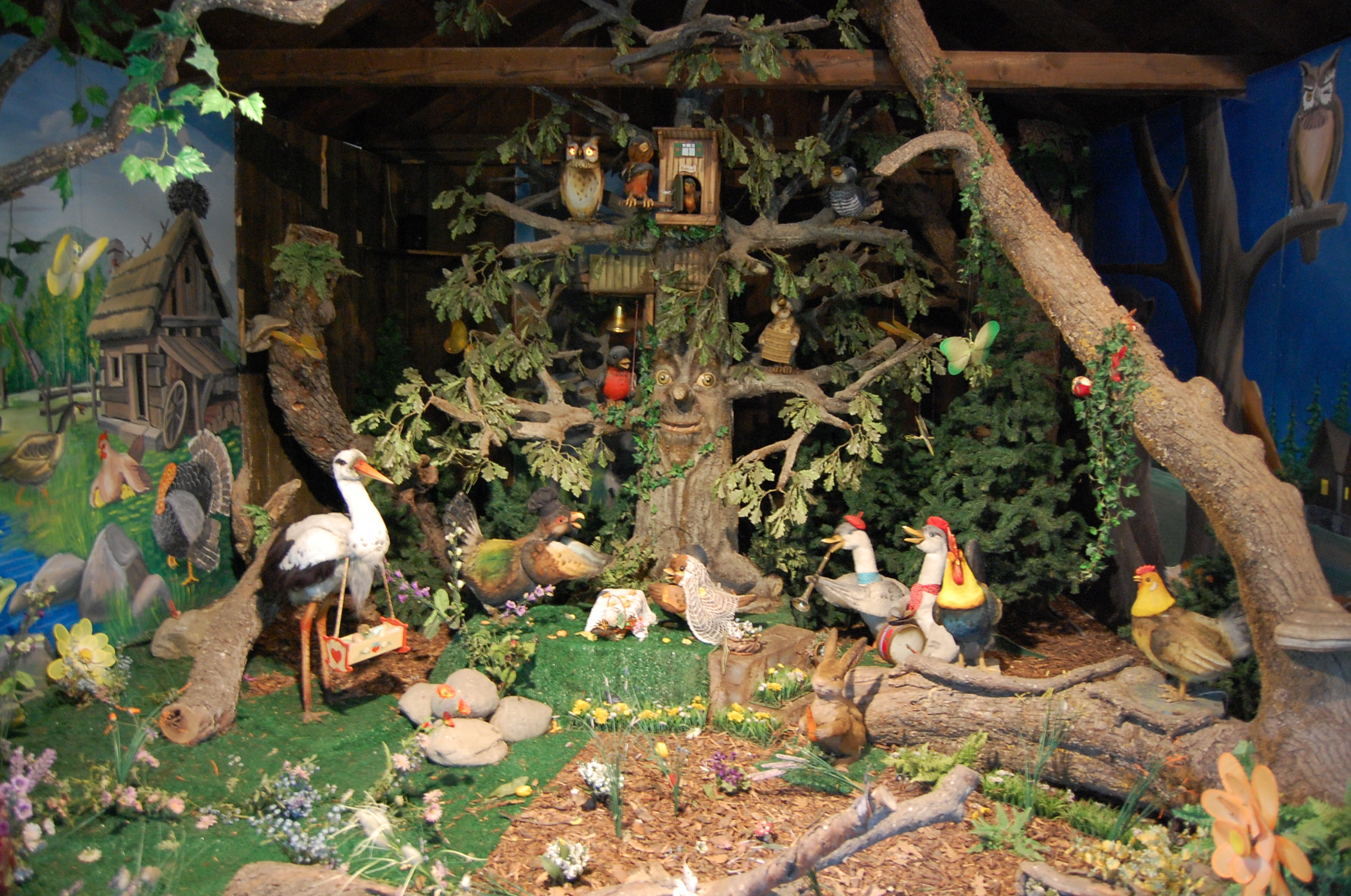
Interaktive Märchendarstellung „Die Vogelhochzeit“
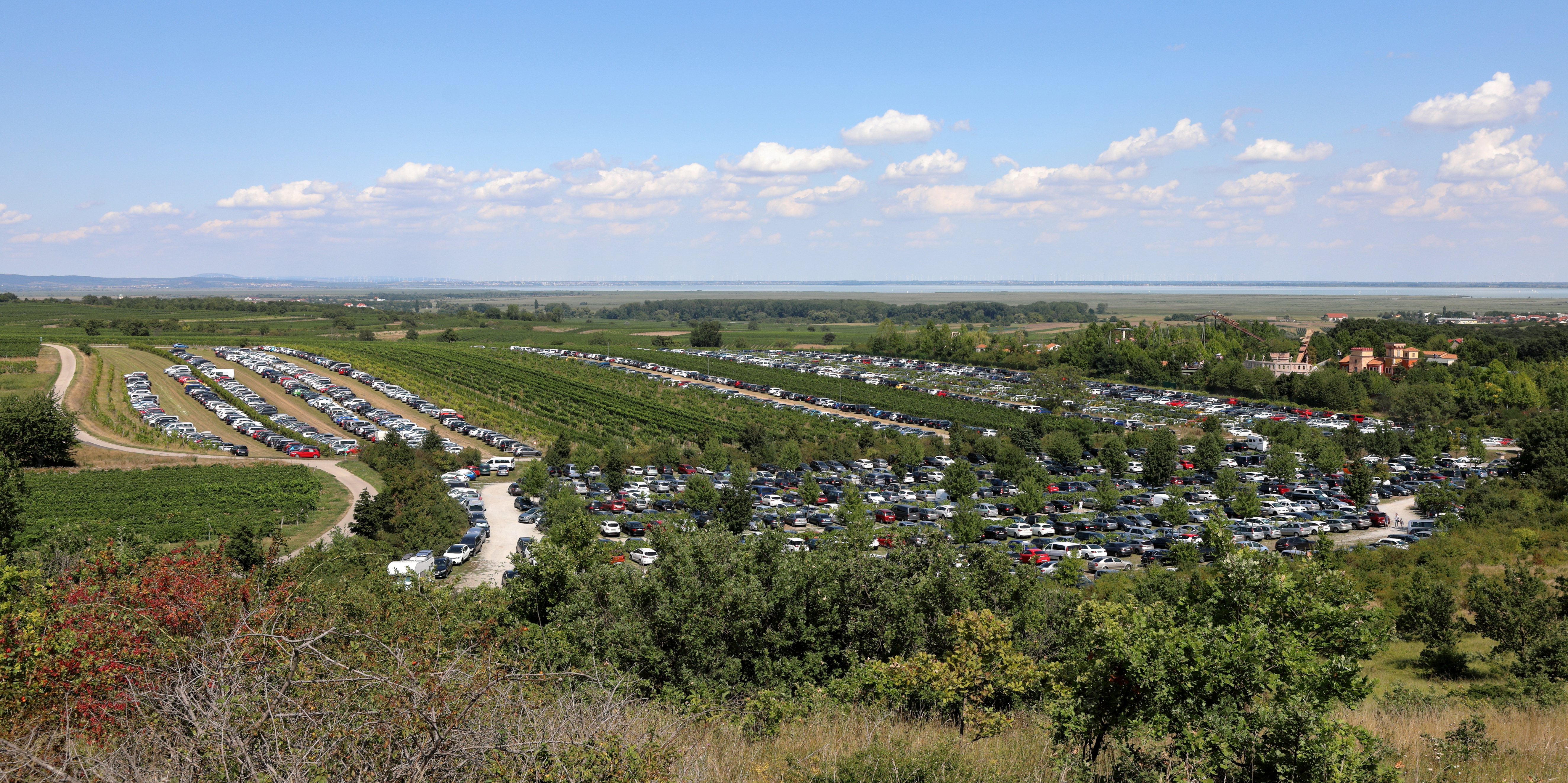
Parkraumauslastung zu Maria Himmelfahrt 2019